# Léon Scieur
Léon Scieur (Florennes, 19 de marzo de 1888-Ebenda, 7 de octubre de 1969) fue un ciclista belga que ganó el Tour de Francia 1921, en el que obtuvo además victorias parciales en las etapas tercera y décima. Su primera gran victoria vino en 1920, con la Lieja-Bastoña-Lieja. Ganó una etapa y terminó cuarto en la clasificación general del Tour de 1920, al igual que en el de 1919.

## Palmarés
1913
- 1 etapa de la Vuelta a Bélgica

1920
- Liège-Bastogne-Liège
- 1 etapa del Tour de Francia

1921
- Tour de Francia, más 2 etapas

## Resultados en las grandes vueltas
| Carrera         | 1913 | 1914 | 1915 | 1916 | 1917 | 1918 | 1919 | 1920 | 1921 | 1922 | 1923 | 1924 |
| --------------- | ---- | ---- | ---- | ---- | ---- | ---- | ---- | ---- | ---- | ---- | ---- | ---- |
| Giro de Italia  | -    | -    | X    | X    | X    | X    | -    | -    | -    | -    | -    | -    |
| Tour de Francia | Ab.  | 14.º | X    | X    | X    | X    | 4.º  | 4.º  | 1.º  | Ab.  | Ab.  | Ab.  |
| Vuelta a España | X    | X    | X    | X    | X    | X    | X    | X    | X    | X    | X    | X    |